# ユークリッド原論
『原論』（げんろん、古希: Στοιχεῖα, ストイケイア、英: Elements）は、紀元前3世紀ごろ、プトレマイオス朝エジプトのアレクサンドリアの数学者エウクレイデス（その英語読みがユークリッド）が編纂したと言われる数学書。『幾何学原論』、ユークリッド『原論』、ユークリッド『原本』などとも。
ピタゴラス派やプラトン派などのギリシア数学の成果の集大成であり、論証数学を確立した、数学史上の古典である。
その影響は中世以降のアラビアやヨーロッパにも及び、加筆・図解・注釈・翻訳がほどこされ多種多様な版が作られた。19世紀ごろまで数学の標準的な教科書の一つとして使われ、聖書に劣らぬロングセラーとも評される。
著者のエウクレイデスに関する資料は乏しく実在性を疑う説もある。

## 内容

### 構成
ユークリッド原論の内容は幾何学、比例論、数論、無理量論（無理数）からなる。このうちで幾何学については、議論の前提の一つである平行線公準の必要性が疑問視されて19世紀に「非ユークリッド幾何学」が成立したため、原論と同じように平行線公準を正しいとした前提から論じた幾何学は、原論以後に得られた成果も含めて「ユークリッド幾何学」と呼ばれる分野になった。
全13巻で内容は以下の通り。
| 巻数   | 定義                    | 公準 | 公理      | 命題 | 内容                               |
| ------ | ----------------------- | ---- | --------- | ---- | ---------------------------------- |
| 第1巻  | 23                      | 5    | 5 (又は9) | 48   | 平面図形の性質                     |
| 第2巻  | 2                       | 0    | 0         | 14   | 面積の変形（いわゆる幾何学的代数） |
| 第3巻  | 11                      | 0    | 0         | 37   | 円の性質                           |
| 第4巻  | 7                       | 0    | 0         | 16   | 円に内接・外接する多角形           |
| 第5巻  | 18                      | 0    | 0         | 25   | 比例論                             |
| 第6巻  | 4                       | 0    | 0         | 33   | 比例論の図形への応用               |
| 第7巻  | 22                      | 0    | 0         | 39   | 数論                               |
| 第8巻  | 0                       | 0    | 0         | 27   | 数論                               |
| 第9巻  | 0                       | 0    | 0         | 36   | 数論                               |
| 第10巻 | 第1群 4 第2群 6 第3群 6 | 0    | 0         | 115  | 無理量論                           |
| 第11巻 | 29                      | 0    | 0         | 39   | 立体図形                           |
| 第12巻 | 0                       | 0    | 0         | 18   | 面積・体積                         |
| 第13巻 | 0                       | 0    | 0         | 18   | 正多面体                           |

平面の初等幾何について述べられているのは1、2、3、4巻と6巻。
ただし、この内容はユークリッド本人の業績というよりは、それ以前にピタゴラス学派等の貢献により、ユークリッドの時代より前から既に体系化されていた情報を再編纂したものである可能性が高い。
また、5巻、12巻は当時のプラトン学派数学者エウドクソスの業績であるし、10巻、13巻は同じくプラトン学派のテアイテトスの貢献によりもたらされたものと考えられる。
よって、ユークリッド本人は主に既存の知識と最新の学術成果を付け加えて、『原論』を編纂したものと考えられる。
14巻、15巻も存在するが、それらはユークリッドの時代より後になって付け加えられたものだと考えられている。ハイベア・メンゲ編纂の『エウクレイデス全集』（後述）では第5巻に14巻、15巻が古注（スコリア）とともに収録されている。

### 定義・公準・公理
『原論』ではいくつかの定義からはじまり、5つの公準（要請）と、5つ（又は9つ）の公理（共通概念）が提示されている。議論の前提となる点や線、直線、面、角、円、中心などの概念が定義され、次のような5つの公準を真であるとして受け入れることにより、作図の問題の基礎を明確にしている。
1. 任意の一点から他の一点に対して直線を引くこと
2. 有限の直線を連続的にまっすぐ延長すること
3. 任意の中心と半径で円を描くこと
4. すべての直角は互いに等しいこと
5. 直線が2直線と交わるとき、同じ側の内角の和が2直角より小さい場合、その2直線が限りなく延長されたとき、内角の和が2直角より小さい側で交わる。

これらのうち5番目の公準については古代より、他の公理、公準に比して突出して複雑であることから、自明とするには疑問とされていたが、この疑問により、近代に至ってこの公準が成立しないとする幾何学である非ユークリッド幾何学の発端となる。
さらに公準の後に次のような公理が示される。これはあらゆる学問に共通の真理として受け入れられるものであり、研究において常に参照すべきものとされている。
1. 同じものに等しいものは、互いに等しい
2. 同じものに同じものを加えた場合、その合計は等しい
3. 同じものから同じものを引いた場合、残りは等しい
4. ［不等なものに同じものを加えた場合、その合計は不等である］
5. ［同じものの2倍は、互いに等しい］
6. ［同じものの半分は、互いに等しい］
7. 互いに重なり合うものは、互いに等しい
8. 全体は、部分より大きい
9. ［2線分は面積を囲まない］

ただし［］で囲まれた公理は公理に含めないことがある。第5公理は第2公理から導かれる。また第9公理を現代的に言い換えると「異なる2点を通る直線はただ1本だけ存在する」となる。第9公理は幾何学に関するものなので、本来は公準に含められるものと考えられる。

## 受容史

### 古代

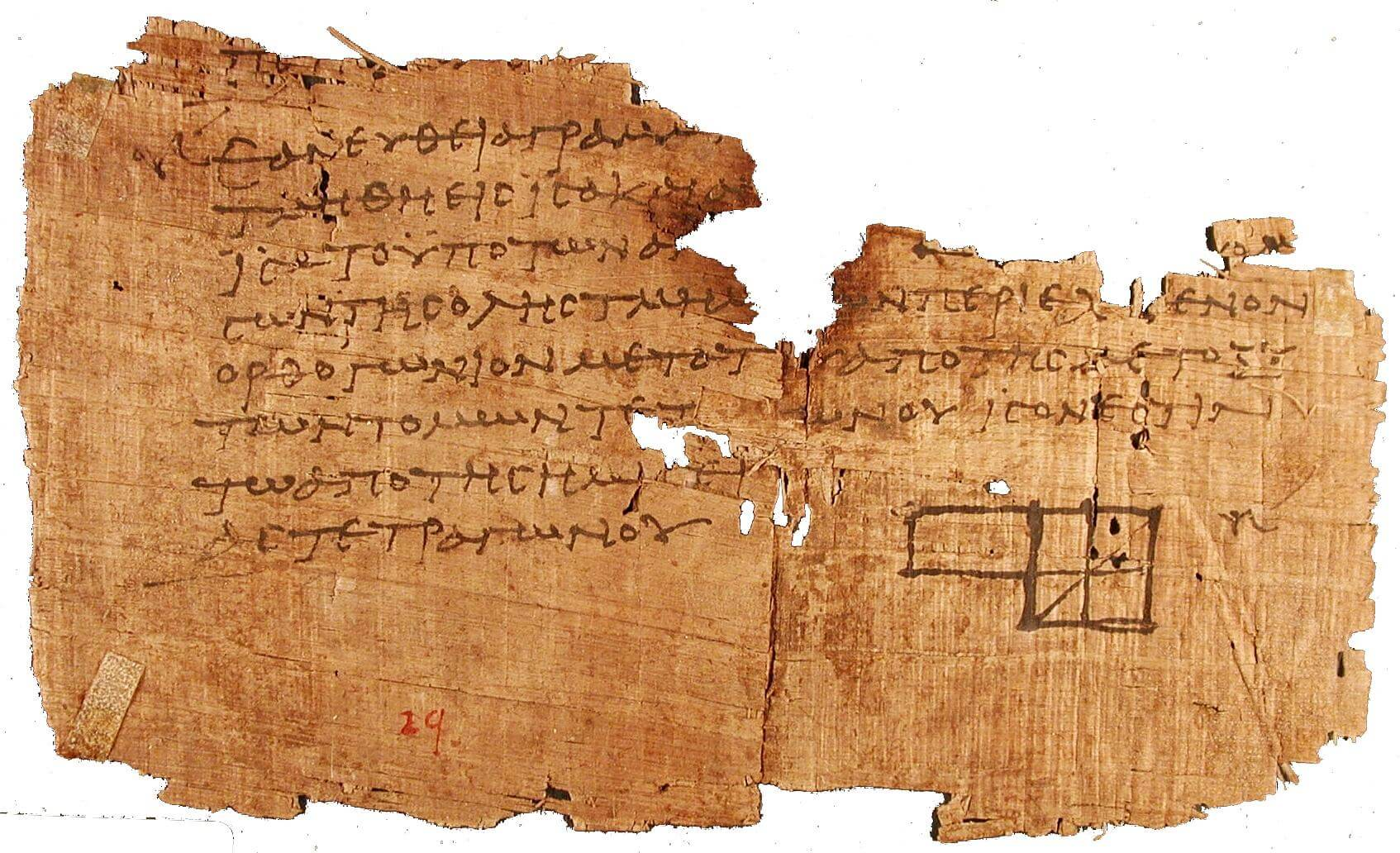
1世紀ごろに書かれ、19世紀に出土した『原論』パピルス写本の断片（オクシリンコス・パピルス）。図は『原論』現存最古の図であり、第2巻の命題5に添えられたもの。

古代地中海世界では、エウクレイデスとほぼ同時代のアルキメデス、アポロニオスが早くも本書を受容している。その他ポセイドニオス、ゲミノス、プトレマイオス、ヘロン、ポルピュリオス、パッポス、シンプリキオス、キケロ、ボエティウス、ケンソリヌスらが受容した。
とくに、プロクロスによる『原論』第1巻の注釈書は、序文がない『原論』にとっての序文的内容や、エウデモス『幾何学史』の抜粋を含んでおり、重要資料となっている。
テオンは『原論』に加筆や改変を施した改訂版を作った。現存する古写本の大半は、この「テオン版」に依拠している。古写本には著者不明の注釈（古注、スコリア）も多く記されている。

### 中世から現代

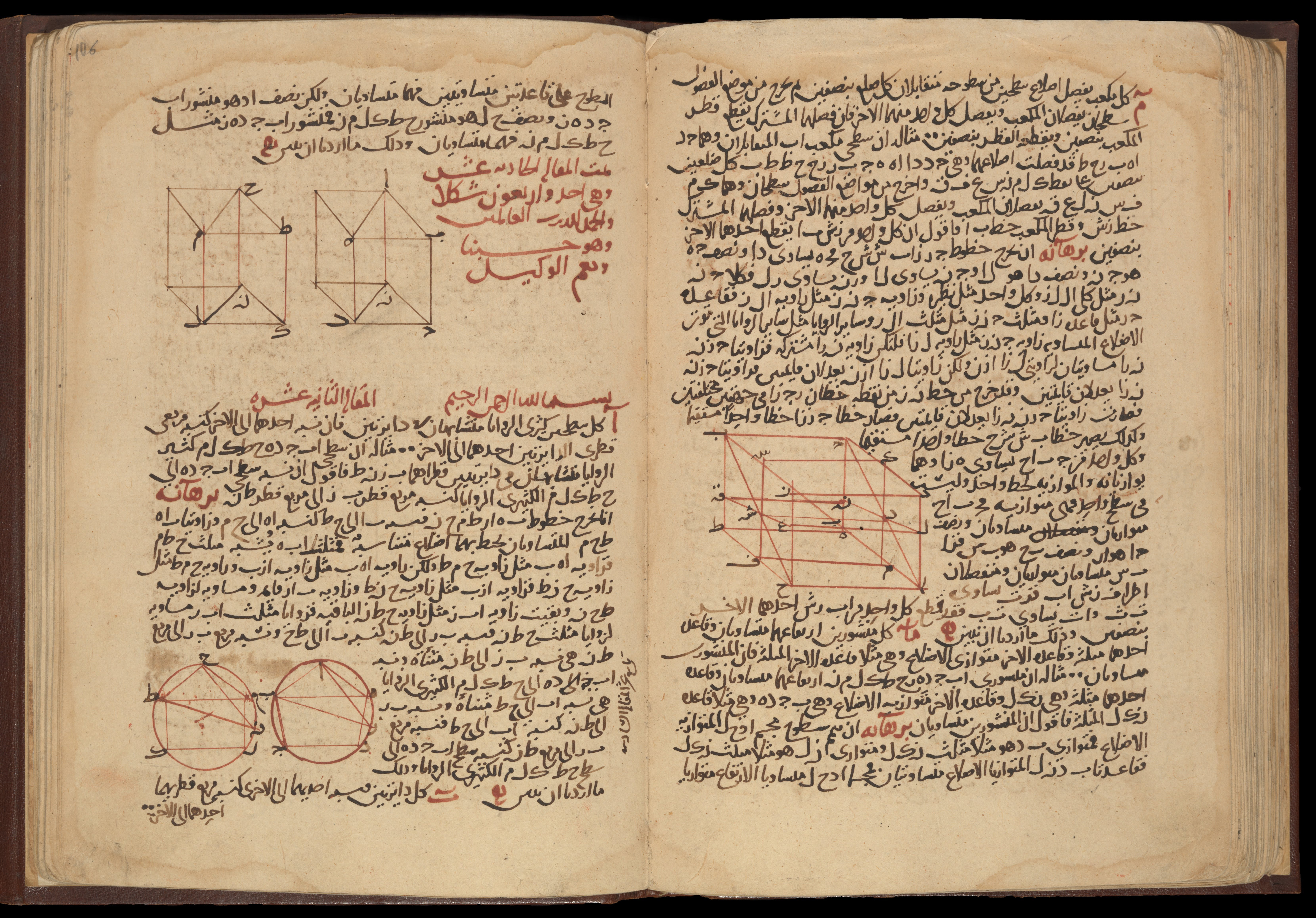
イスハーク・イブン・フナインによるアラビア語訳の写本

中世イスラム黄金期には、他のギリシア古典とともにアラビア語に翻訳され、アラビア数学の発展に貢献した。受容者としてアル＝ハッジャージ、イスハーク・イブン・フナイン、サービト・イブン・クッラ、アン＝ナイリーズィー、アッ＝ディミシュキー、ナズィーフ・イブン・ユムン、イブン・アブダルバーキー、トゥースィーらがいる。モンゴル帝国4代皇帝モンケは、フレグ西征の最中『原論』を愛読したとされる。
ヨーロッパでは、暗黒時代とされる中世前期でもボエティウスが『原論』の内容をラテン語で部分的に伝えた。「12世紀ルネサンス」期になると、バースのアデラードやカリンティアのヘルマン、クレモナのゲラルドが、アラビア語からラテン語に翻訳し、それらの翻訳を改訂したチェスターのロバートやカンパヌスのラテン語本の写本が普及した。「ルネサンス」期には、カンパヌスやコンマンディーノのラテン語本や、グリュナエウス校訂のギリシア語本が、印刷技術の発達により刊本として普及した。

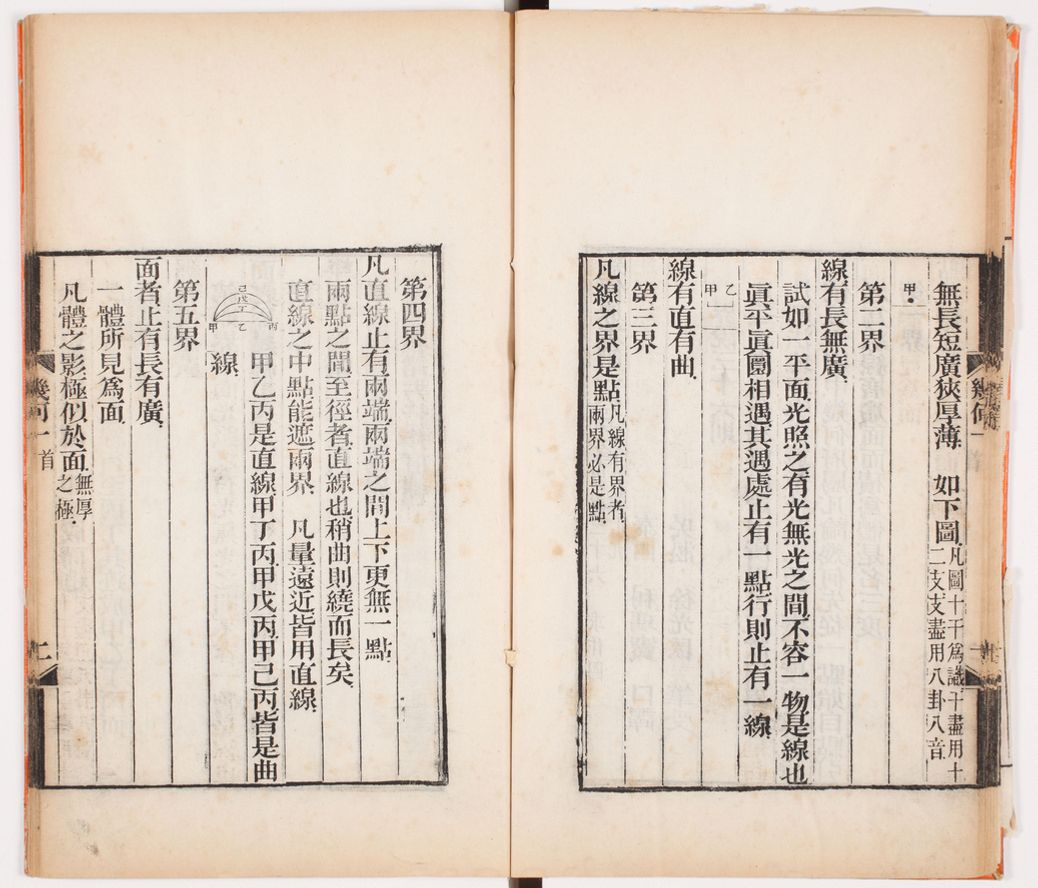
マテオ・リッチと徐光啓の『幾何原本』

近世以降、タルタリアによるイタリア語訳をはじめとする各国語訳も作られた。イエズス会士のクラヴィウス（グレゴリオ改暦の主導者でもある）は『原論』を重視した。クラヴィウスの弟子マテオ・リッチは、中国で徐光啓とともに『原論』の漢訳『幾何原本』を作った。『幾何原本』は江戸時代日本にも舶来したが、和算や中国数学において重視されることは無かった。明治になると、西洋に留学した菊池大麓らにより『原論』の重要性が認められ、E.W.クラークらにより英訳からの日本語訳が作られた。近代アラビアでも、西洋の影響のもと翻訳が作り直された。
ヨーロッパでは、13世紀の中世大学以来、幾何学の教科書として『原論』第1巻が読まれた。中近世において『原論』は数学だけでなく神学や自然学、論理学とも結びつけられた。17世紀以降、数学の最前線は微積分学などに移ったが、『原論』は教科書として読まれ続け、論証法はスピノザ『エチカ』や、ニュートン『プリンキピア』に継承された。18世紀、ルジャンドルが『原論』を教科書として分かりやすく再編し広く読まれた。19世紀、非ユークリッド幾何学が誕生すると、『原論』の公理や公準そのものに対して考察が行われ、20世紀、ヒルベルトの形式主義に結実した。ブルバキ『数学原論』は現代版『原論』とも言われる。
21世紀現在、『原論』自体が教科書として使われることはないが、数学教育における幾何の証明などに痕跡を残している。

### 文献学

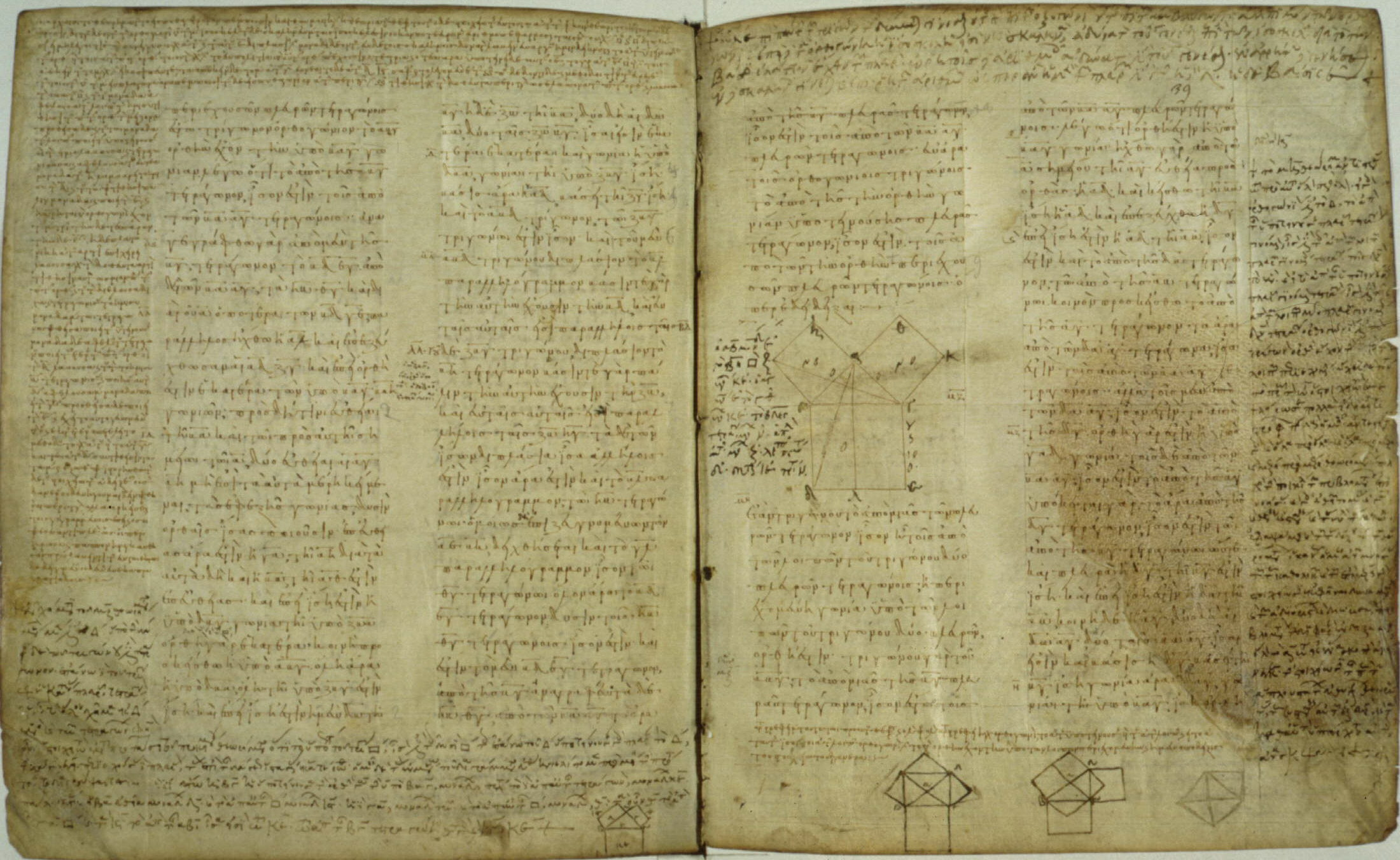
『原論』「P写本」。ピタゴラスの定理の図がある。バチカン図書館所蔵。

19世紀初頭、ペイラールが「テオン版」以前の、原本に近い古写本「P写本」（Gr.190）を発見した。
19世紀末から20世紀初頭、ハイベアとその弟子メンゲが、この「P写本」や諸本を校訂して、『原論』の定本となる『エウクレイデス全集』（羅: Euclidis Opera Omnia、トイブナー叢書所収）を編纂した。現代の日本語訳は、このハイベアとメンゲの『エウクレイデス全集』を底本としている。
ヘルクラネウムやオクシリンコスからパピルス写本も出土している。20世紀末以降、アラビア語本・ラテン語本の研究や「P写本」への批判も進んでいる。

## 現代語訳など

### 日本語訳

#### 戦前
- 『幾何学』 巻之1-3、山田昌邦訳、開拓使、1873年6月。NDLJP:828426。 - 第1巻の英訳の邦訳。
- 格拉克（クラーク）述『幾何学原礎』 7冊（首巻、1-6巻）、山本正至・川北朝鄰訳、文林堂、1875-1878。NDLJP:828479。 - 格拉克（エドワード・ウォーレン・クラーク）が静岡学問所で英語で口述した第1-6巻の邦訳。演習問題が追加されている。
- アイザック・トドハンター『宥克立（ユークリッド）』長澤龜之助訳、川北朝鄰閲、東京数理書院、1884年10月（原著1862年）。NDLJP:828946。 - I. Todhunter, Elements of Euclid for the Use of Schools and Colleges (1862)の邦訳。原著は、当時のイギリスの中等教育で用いるために『原論』を編集し練習問題等を加筆したものである。

#### 戦後
- ハイベア、メンゲ 編『ユークリッド原論』 全1巻、中村幸四郎・寺阪英孝・伊東俊太郎・池田美恵訳・解説、共立出版。
  - （ハードカバー）1971年7月。ISBN 4-320-01072-8
    - （抜粋）池田美恵 訳『世界の名著 9』中央公論社、1972年2月。ISBN 978-4-12-400089-4。
    - （抜粋）池田美恵 訳『世界の名著 9』中央公論社〈中公バックス〉、1980年3月。ISBN 978-4-12-400619-3。

  - （縮刷版）1996年6月。ISBN 4-320-01513-4
  - （追補版）2011年5月。ISBN 978-4-320-01965-2
- ハイベア、メンゲ 編『エウクレイデス全集』 全5巻、東京大学出版会。 - 「エウクレイデス全集」の世界初の近代語訳[29]。
  - 第1巻 原論I‐VI、斎藤憲・三浦伸夫訳・解説、2008年1月。ISBN 978-4-13-065301-5
  - 第2巻 原論VII－X、斎藤憲 訳・解説、2015年8月。ISBN 978-4-13-065302-2
  - 第4巻 デドメナ／オプティカ／カトプトリカ、斎藤憲・高橋憲一訳・解説、2010年5月。ISBN 978-4-13-065304-6

### 英訳
- Euclid (1956). The Thirteen Books of the Elements. Vol. 1 (Books I and II), Vol. 2 (Books III-IX), Vol. 3 (Books X-XIII). トーマス・L・ヒース（英語版）. Dover Publications. ISBN 0-486-60088-2 ISBN 0-486-60089-0 ISBN 0-486-60090-4- vol. 1, vol. 2, vol. 3, vol. 3 c. 2

### 原典
- ヨハン・ルズヴィ・ハイベア（英語版）; ハインリッヒ・メンゲ（英語版）, ed (1883-1916). Euclidis Opera Omnia. 8 vols. & 1 suppl.. Leipzig: Teubner - ギリシア語の原典とそのラテン語訳。全8巻+補遺1巻から成る。